# Nathan Bamberger
Pour les articles homonymes, voir Bamberger.
Nathan Bamberger (né le 1er février 1842 à Wurtzbourg, mort le 27 avril 1919 dans la même ville) est le rabbin du district de Wurtzbourg de 1878 à sa mort et du district de Bad Kissingen de 1899 à 1902.

## Biographie
Nathan Bamberger est le fils du rabbin de Wurtzbourg Seligmann Bär Bamberger qu'il assiste. Immédiatement après sa mort, il devint le successeur de son père, d'abord comme représentant pendant deux ans, puis à partir de 1880, élu rabbin du district à majorité orthodoxe de Würzburg. Au cours de ses 40 années de rabbinat, il améliore le bien-être de la communauté juive : un hôpital et la maison de prébende (1884) dans la Dürerstraße, ainsi qu’un jardin d’enfants pour les enfants préadolescents.
Nathan Bamberger, comme son père, est considéré comme une personnalité impressionnante, convaincu de la religion orthodoxe et engagé envers les communautés juives de Palestine, dont il recueille le soutien d'environ 2,5 millions de Reichsmarks durant 40 années. Politiquement, il était fidèle à la monarchie bavaroise, mais aussi à l'empire allemand. Au cours de la Première Guerre mondiale, il appelle la communauté juive à souscrire des obligations de guerre (le 7 avril 1918, au terme de la huitième obligation).
Il succéda également à son père comme chef de la yechiva et président de l'Institut de formation des enseignants israélites à Würzburg, à partir de 1884 dans la Domerpfaffengasse (aujourd'hui Bibrastraße).
Bamberger assume la fonction de représentant entre la mort de son frère Moses Löb Bamberger (de) en 1899 et l'élection de son neveu Seckel Bamberger (de) en 1902, ainsi que la fonction de rabbin de district de Bad Kissingen.